# Musée de la vie populaire
Le musée de la vie populaire (néerl. Museum voor Volkskunde, ou depuis 2000 Huis van Alijn), l’un des plus importants de ce type en Belgique, est hébergé dans un ancien hôtel-Dieu du XIVe siècle. Celui-ci, désigné par Kinderen Alijnshospitaal (hospice des Enfants Alijn) ou encore par Sint-Catharinahospitaal, joyau du quartier Patershol, se compose de 18 maisonnettes (maisons-Dieu) rangées autour d’un patio. Il fut construit dans la deuxième moitié du XIVe siècle par la famille Rijm pour se racheter, auprès du comte Louis de Male, du meurtre, perpétré en raison d’une querelle familiale, des deux fils Alijn (prononcer ‘alêne’) dans la cathédrale quelques années auparavant; la condition de la grâce comtale en effet portait que devait être construit un hôtel-Dieu pour 18 femmes vieilles et indigentes. Au XVIe siècle, alors que l’hospice se trouvait fort délabré, deux autres familles patriciennes entreprirent de le restaurer, firent construire huit maisons-Dieu supplémentaires, et ajoutèrent, en 1543, une chapelle (de style Renaissance, mais avec baies gothiques). Après le départ des derniers pensionnaires en 1863, l’hospice fut vendu en 1883 et changé en cour d’habitation, et la chapelle en atelier de menuiserie.
|  |  |

Racheté par la municipalité en 1941 et restauré avec bonheur en 1962, l’hospice Alijn accueille depuis cette date le musée de la vie populaire, successeur de l’ancien musée de folklore, fondé en 1932. Le musée entend donner un aperçu de la vie quotidienne du petit peuple en milieu urbain aux alentours de 1900 ; depuis peu cependant, le musée tend aussi à étendre son propos à des périodes plus récentes. Le circuit conduit le visiteur de maisonnette en maisonnette et lui fait découvrir tour à tour les quatre départements dont se compose le musée; ce sont :
Pillegift en Engelenbrood, ‘Cadeau de baptême et Pain des Anges’ : les principales étapes de la vie, les rites de passage de la naissance jusqu’à la mort sont illustrés.
Fanfares en ander Feestgedreun, ‘Fanfares et autre tintamarre festif’ : sont passés en revue ici les divertissements et festivités populaires (fanfares, cirque, spectacles de sport, colombophilie, etc.).
Passie en Godsvrucht, ‘Passion et Piété’ : ce département donne à voir les coutumes et traditions de la culture religieuse populaire (statuettes de saints, ex-voto, imagerie religieuse, etc.).
Meesterschap en Handelsgeest, ‘Maîtrise et Esprit de négoce’ : ont été reconstitués ici un certain nombre d’intérieurs de maisons de commerce et d’ateliers d’artisanat gantois (pharmacie, bonbonnerie, salon de barbier, atelier de cordonnier, d’imprimeur, de dinandier, de tourneur sur bois, etc.).